# Вајгендорф
Вајгендорф (њем. Weigendorf) општина је у њемачкој савезној држави Баварска. Једно је од 27 општинских средишта округа Амберг-Зулцбах. Према процјени из 2010. у општини је живјело 1.268 становника. Посједује регионалну шифру (AGS) 9371157.

## Географски и демографски подаци
Вајгендорф се налази у савезној држави Баварска у округу Амберг-Зулцбах. Општина се налази на надморској висини од 375–552 метра. Површина општине износи 12,6 km². У самом мјесту је, према процјени из 2010. године, живјело 1.268 становника. Просјечна густина становништва износи 101 становника/km².